# Member Berries
«Member Berries» es el primer episodio de la vigésima temporada de la serie animada de televisión norteamericana South Park. Es el episodio número 268 de la serie y fue escrito y dirigido por el cocreador de la misma Trey Parker. Se estrenó en Estados Unidos el 14 de septiembre de 2016 en el canal Comedy Central y en él se abordan los temas de las campañas presidenciales de Donald Trump y Hillary Clinton, la cobertura por parte de los medios de la protesta de Colin Kaepernick y otros atletas americanos y la nostalgia de «épocas más tranquilas y seguras» en la cultura estadounidense.
El episodio se estrenó a las 22:00, pero sin incidentes de último minuto. Esa mañana, South Park Studios sufrió un error en el sistema y el audio del episodio se extravió durante hora y media.  Cuando se transmitió a Comedy Central había un problema de sincronización en seis Cuadros que termino por solucionarse y se entregó una hora antes de que se transmitiera. 
Las chicas de la escuela protestan porque están siendo acosadas por Internet y todos creen que el acosador es Cartman quien tratará de salvar su responsabilidad infructuosamente, encubriendo con ello al verdadero acosador. Por otro lado el candidato presidencial Garrison puntea las encuestas a pesar de no tener ningún plan de gobierno. Ante el temor de ganar y no saber gobernar decide sabotear su propia campaña. Mientras todo esto pasa, los adultos de South Park se relajan consumiendo unas nuevas y nostálgicas moras parlanchinas que evocan un pasado mejor.

## Trama

### Acto 1
El episodio comienza en el gimnasio de la de escuela primaria de South Park, que se encuentra atiborrado de espectadores que presuntamente quieren ver un partido de voleibol femenino, pero en realidad la mayoría de la gente está allí solamente para ver cómo algunas de las jugadoras del equipo de vóley se sientan durante el himno nacional en protesta por los comentarios misóginos que se han publicado anónimamente en Internet por un tal "skankkhunt42" que todos creen que es Cartman. Los espectadores tienen su atención fijada en una de las jugadoras llamada Nichole Daniels que es afroamericana, pero en realidad la primera en sentarse es Heidi Turner, seguida de Wendy Testaburger y Meagan Ridley, por último se sienta Nichole. Una vez finalizado el himno, la mayor parte de los asistentes se retiran del gimnasio y comienza el partido de vóley.
Las chicas que participaron en el acto de protesta son citadas a la oficina del director PC, quien les dice respeta su decisión de protestar pero que no tiene certeza de que Eric Cartman sea quien haya estado acosándolas por Internet. Las chicas dicen que están seguras de que es él quien está detrás de los mensajes denigrantes.
Por otro lado, el congreso de Estados Unidos está preocupado por la división del pueblo norteamericano debido a las protestas de las chicas y decide que se deben rediseñar algunos símbolos de la nacionalidad como el himno y para ello solicitan la ayuda del director de cine J.J. Abrams quien recientemente había rediseñado Star Wars: Episodio VII - El despertar de la Fuerza.
De nuevo en la primaria de South Park, Cartman reúne a los estudiantes con el fin de que todos se convenzan que no es él quién está difundiendo los mensajes misóginos. Cartman dice que muchos piensan que las mujeres no son graciosas, aunque él piensa lo contrario y para ratificarlo le pide a varias chicas (a Wendy, Babe, Red y Nelly) que hagan o digan algo gracioso pero ellas se niegan.
Mientras tanto, un encuestador de Gallup toca la puerta en la residencia Marsh y le pregunta a Randy por cual de los siguientes candidatos presenciales va a votar: por Hillary Clinton (Sandwich de mojón o Turd Sandwich) o por el señor Garrison (Gran lavado - Giant Douche). Randy responde que votará por Turd Sandwich pero se entera de que ha subido la popularidad de Giant Duche lo cual lo enfurece. Al mismo tiempo en las noticias afirman que el señor Garrison va punteando las encuestas por lo cual Hillary da una rueda de prensa para decir que es optimista y que todo saldrá bien para ella en las elecciones.
Mientras esto sucede, el señor Garrison celebra su triunfo en las encuentras junto a Caitlyn Jenner, pero en medio de su alegría se da cuenta de que no tiene idea de que hará una vez sea electo presidente porque no tiene ningún programa de gobierno. Este pensamiento lo deja alarmado.
Por otro lado, Kyle se encuentra muy angustiado por ver las cosas que están pasando en la escuela y acude al consejero Mackey. Piensa que él no se debería sentir mal por las cosas que hace Cartman pero no puede dejar de tener sentimientos de culpa por no hacer nada para evitarlas. Cuando sale Kyle, el señor Mackey saca de su escritorio un racimo de Memberberries que son unas bayas que todo el tiempo están hablando y recordando momentos gloriosos del pasado que generan nostalgia y relajación en quien las escucha.

### Acto 2
Más adelante, en el programa televisivo Commander in chief forum el presentador Matt Lauer le dice al candidato Garrison que algunas personas piensan que él no tiene un plan de gobierno viable para ejercer la presidencia y que solo ha prometido "joder" personalmente a los inmigrantes y a sus opositores. Como el señor Garrison no está de acuerdo con esta afirmación el presentador le enseña unos vídeos que corroboran lo dicho y el señor Garrison queda más preocupado que antes.
Por otro lado Cartman visita a los niños de preescolar y les lee un cuento de su autoría llamado "Little Red Riding Kyle" que «es la historia de un pequeño chico homosexual y sus aventuras con cuatro graciosas mujeres», y es un cuento muy similar a Caperucita Roja pero con comentarios racistas, sexistas y homofóbicos. En medio de la lectura entra Kyle y le arrebata el cuento a Cartman y discute afirmando que todos saben que es él quien ha estado difundiendo mensajes agresivos por Internet.
Mientras esto ocurre, en el bar de vinos, Randy comenta con sus amigos que está indignado porque la gente piensa votar por el señor Garrison. Para Calmarlo Stephen Stotch le regala un racimo de Memberberries y ello reconforta a Randy. Mientras esto sucede, el candidato Garrison continúa muy preocupado y se reúne con su equipo de campaña y les dice que si él gana las elecciones se sabrá que no tiene ningún plan de gobierno y quedará ante la nación como un total estúpido y si se retira de la campaña también quedará como un tonto, entonces decide que hará todo lo posible para que gane Hillary Clinton.
Otra vez en la escuela los chicos se dan cuenta de una nueva publicación sexista de skankkhunt42 y en ese momento entra Cartman llorando y con una vagina con testículos dibujada en su rostro y diciendo que las chicas hicieron ese dibujo y mandaron el mensaje de que ningún chico estaría a salvo. Al ver esto Kyle se enfurece de nuevo y le advierte a Cartman que no logrará generar división entre los chicos y las chicas de la escuela.

### Acto 3
El señor Garrison se dedica a hacer campaña telefónica a favor de Clinton sin lograr ningún éxito porque la gente no está a gusto con la candidata demócrata. En ese momento en la televisión anuncian que el director de cine J.J. Abrams ha finalizado sus cambios al himno nacional y al señor Garrison se le ocurre sabotear el acto de presentación del nuevo himno sentándose mientras éste se encuentre sonando lo cual le generará gran impopularidad entre los votantes.
Por otro lado, Randy se encuentra relajado escuchando a sus Memberberries decir: "¿recuerdas al hombre nuclear?", "¿recuerdas a Chubacca?", "¿recuerdas cuando había menos mexicanos?", "¿recuerdas cuando el matrimonio solo podía ser entre hombres y mujeres?", "¿recuerdas sentirte seguro?", en ese momento Randy se da cuenta de que los comentarios de las Memberberries son racistas y xenófobos y se altera.
Mientras tanto, Cartman aborda a Kyle en el baño de su casa y le dice que quiere colaborar a descubrir quién es skankkhunt42 porque está asustado de que vuelva a suceder una guerra de géneros sumada a la guerra racial que ya está de regreso en los Estados Unidos.
Más adelante, se encuentran reunidos los dos candidatos presidenciales en un estadio de fútbol americano para escuchar el nuevo himno. El señor Garrison tiene planeado sentarse apenas comience a sonar con el objetivo de ser impopular, pero al iniciar el himno se anuncia que de ahora en adelante las personas podrán escucharlo de pie, sentados o de rodillas, con lo cual queda frustrado el plan de sabotaje del señor Garrison. Al ver la transmisión del nuevo himno por la televisión las chicas del equipo de vóley quedan indignadas pues su acto de protesta ya no podrá tener lugar de nuevo.
El episodio finaliza en la residencia de Kyle donde éste continúa muy pensativo y enojado con lo que está pasando, mientras que se descubre que su padre (Gerald) es quien en realidad usa el alias de skankkhunt42 y por lo tanto es quien ha estado enviando los mensajes por Internet.

## Producción
Para la producción del episodio Member Berries los creadores de la serie continuaron con la metodología empleada en la temporada diecienueve, donde existe una trama principal que es utilizada en varios episodios y da forma a toda la temporada. Anteriormente South Park trabajaba capítulos sin conexión temática cada semana. Desde la temporada dieciocho, Trey Parker y Matt Stone, mostraron interés en narrar sus historias en forma serializada y fue la temporada diecinueve la primera en tener conectados de alguna forma todos sus episodios.
Para la promoción del Member Berries y de la nueva temporada se utilizó una propaganda con un nuevo himno nacional de los Estados Unidos pero este finalmente no fue incluido en el capítulo.

### Personajes

#### Habituales y no debutantes
| Personaje         | Roll                              | Debut                                        |
| ----------------- | --------------------------------- | -------------------------------------------- |
| Eric Cartman      | Personaje principal               | El Espíritu de la Navidad (Jesús vs. Frosty) |
| Kyle Broflovski   | Personaje principal               | El Espíritu de la Navidad (Jesús vs. Frosty) |
| Stan Marsh        | Personaje principal               | El Espíritu de la Navidad (Jesús vs. Frosty) |
| Kenny McCormick   | Personaje principal               | El Espíritu de la Navidad (Jesús vs. Frosty) |
| Butters Stotch    | Estudiante                        | Cartman Consigue una Sonda Anal              |
| Wendy Testaburger | Estudiante                        | El Espíritu de la Navidad (Jesús vs. Frosty) |
| Heidi Turner      | Estudiante                        | Mariposeando con los niños                   |
| Bebe Stevens      | Estudiante                        | Cartman Consigue una Sonda Anal              |
| Red               | Estudiante                        | Cartman Consigue una Sonda Anal              |
| Nelly             | Estudiante                        | La lista                                     |
| Nichole Daniels   | Estudiante                        | Cartman encuentra el amor                    |
| Clyde Donovan     | Estudiante                        | Cartman Consigue una Sonda Anal              |
| Stephen Stotch    | Padre de Butters                  | El gallinofilo                               |
| Randy Marsh       | Padre de Stan                     | Volcán                                       |
| Sharon Marsh      | Madre de Stan                     | Un elefante hace el amor con una cerda       |
| Gerald Broflovski | Padre de Kyle                     | Paco el flaco                                |
| Herbert Garrison  | Profesor / Candidato presidencial | Paco el flaco                                |
| Mr. Mackey        | Consejero estudiantíl             | El Sr. Mojón, el espíritu de la Navidad      |
| PC Principal      | Director de escuela               | Impresionante y Valiente                     |
| Jimbo Kern        | Habitante South Park              | Aumento de peso 4000                         |
| Hillary Clinton   | Político / Candidato presidencial | El snuke                                     |
| Caitlyn Jenner    | Personaje público                 | ¿Dónde Está Mi País?                         |
| Bill Keegan       | Presentador de televisión         | Ninjas Perversos                             |

#### Debutantes
| Personaje        | Roll                      |
| ---------------- | ------------------------- |
| Matt Lauer       | Presentador de televisión |
| Member Berries   | Frutas parlanchinas       |
| J.J. Abrams      | Director de cine          |
| Colin Kaepernick | Deportista                |

#### Locaciones
| Locación                    | Utilización | Primera aparición               |
| --------------------------- | ----------- | ------------------------------- |
| Escuela primaria South Park | Escuela     | Cartman Consigue una Sonda Anal |
| Residencia Marsh            | Residencia  | El gran crucero del gran gay Al |
| Resencia Broflovsky         | Residencia  | Muerte                          |
| Levi's Stadium              | Estadio     | Member Berries                  |

## Temática y referencias culturales

### Temática principal

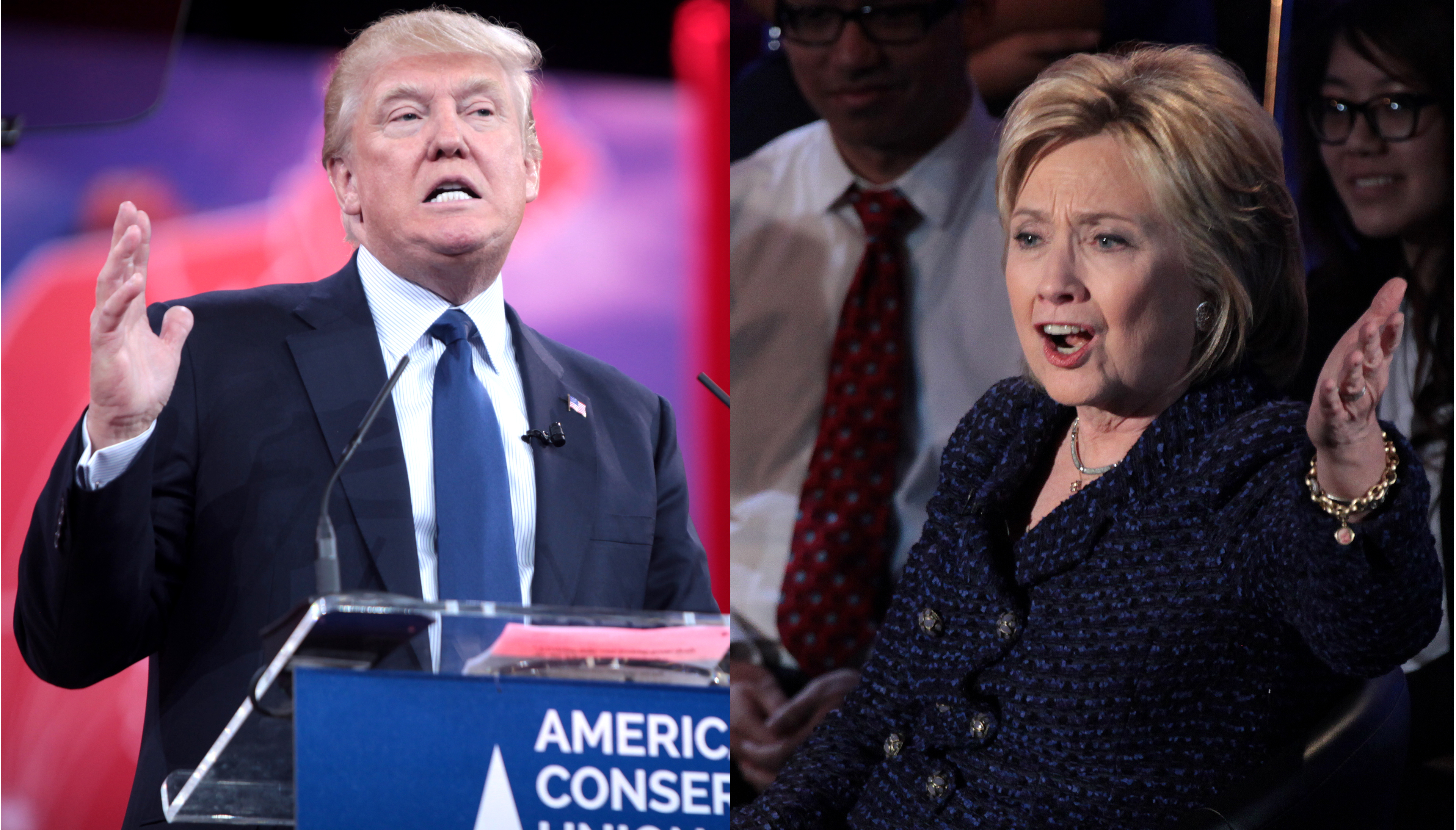
Los candidatos presidenciales Trump y Clinton son retratados en el episodio

La temática principal del episodio es la campaña presidencial norteamericana del año 2016. South Park retoma los apodos para los candidatos presidenciales que había utilizado en el capítulo octavo de la temporada ocho llamado "Lavado o mojón" donde uno de los candidatos era un "gran lavado o ducha -anal o vaginal-" (Giant Douche) o el otro era un "sandwinch de mojón - excremento-" (Turd Sandwich). En Member Berries el "lavado" es Donald Trump representado por el señor Garrison y "el sandwinch" es Hillary Clinton. Los creadores de South Park desde la temporada octava establecieron su opinión respecto de las campañas presidenciales. Parker y Stone piensan que votar por cualquiera de los candidatos presidenciales no vale la pena porque tanto los demócratas como los republicanos representan los mismos intereses corruptos y tienen los mismos defectos personales. Esta es una crítica a la democracia estadounidense y a su sistema bipartidista que los creadores de South Park consideran "sobrevalorado". 
Un segundo tema del episodio es la "nostalgia por el pasado" que se presenta en la opinión pública norteamericana. Las Bayas de los recuerdos o Member Berries, son unas frutas parlanchinas que todo el tiempo dicen frases que evocan un pasado reciente de la cultura norteamericana (años ochenta y parte de los noventa), donde existía una sensación general de seguridad y prosperidad. Parte de esa sensación era generada por el cine y la televisión. Los atentados del 11 de septiembre de 2001 marcaron el final abrupto de ese periodo de calma mental de la opinión pública de Estados Unidos. En la temporada dieciocho y diecinueve, Parker y Stone habían abordado varios temas relacionados con los cambios tecnológicos, culturales y sociales en Norteamérica: los medios masivos de comunicación, el Internet y las redes sociales, el impacto de las nuevas tecnologías, el transgenerismo, la violencia racial, entre otros. Todos estos cambios han transformado a South Park en un supuesto pueblo más "progresista" pero también han generado una resistencia al cambio en algunos de sus habitantes. Las "bayas de los recuerdos" a través de la sensación de nostalgia que producen ayudan a mantener la calma y la relajación frente a los vertiginosos cambios que están sucediendo, aunque también traen al presente los prejuicios del pasado: discriminación racial, sexual, xenofobia, etc.

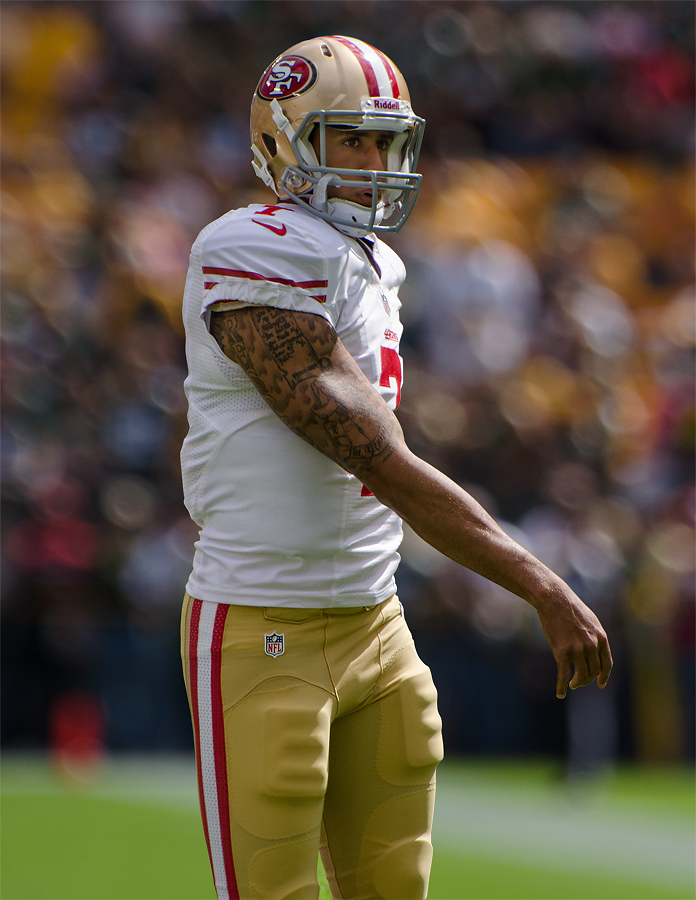
El jugador de fútbol Colin Kaepernick que causó una controversia sobre el himno nacional en Estados Unidos

En el episodio se aborda otro tópico importante: la controversia racial por el abuso policial que produjo varios asesinatos de personas afroamericanas durante los años 2015 y 2016. En las primeras escenas Cartman tiene puesta una camiseta con el mensaje "la vida de Token importa (Token´s Life Matters)" lo cual constituye un respaldo de South Park a los movimientos de rechazo el racismo y es una copia de otra campaña: #BlackLivesMatter. La serie ya había tratado este asunto en varios episodios de temporadas anteriores, pero renueva su protesta en "Member Berries" y, más concretamente, hace alusión al escándalo mediático que ocasionó la protesta del jugador de la NFL Colin Kaepernick quien se sentó, junto a varios de sus compañeros, durante un acto protocolario de un partido de fútbol americano. Este desagravio al himno, que es uno de los símbolos patrios más apreciados en Estados Unidos, generó gran controversia. En la serie, las niñas de la escuela también se sientan durante el himno al comienzo de un partido de vóley por ser víctimas de acoso por Internet. Matt y Trey critican que la atención del público estadounidense se haya centrado en el escándalo por el irrespeto al himno y no en el mensaje que se quería trasmitir: el rechazo a la violencia racial. Es por esto que cuando termina de sonar el himno en el partido de vóley, todos los espectadores abandonan el gimnasio de la escuela, porque solo les interesaba ver cómo se sentaban las niñas.
Por último, en Member Berries se trata la guerra de géneros. Como es sabido, Eric Cartman representa todas las formas de prejuicios, y en este episodio juega un rol sexista. Todos creen que es él quien publica mensajes discriminatorios de la mujer en Internet y por eso Cartman se dedica a salvar su responsabilidad, pero mientras lo hace dice toda clase de comentarios sexistas. En una escena del acto primero Cartman reúne a todos los estudiantes para demostrar que las mujeres son graciosas, haciendo una sátira a un escándalo de julio de 2016 producido por la nueva versión de la película "Los cazafantasmas" que recibió duras críticas sexistas por haber reemplazado los actores originales por cuatro mujeres.